# Dendrobium riparium
Dendrobium riparium är en orkidéart som beskrevs av Johannes Jacobus Smith. Dendrobium riparium ingår i släktet Dendrobium, och familjen orkidéer. Inga underarter finns listade i Catalogue of Life.